# Buckcherry
Buckcherry ist eine US-amerikanische Hard-Rock-Band aus Los Angeles. Der Bandname ist ein Wortspiel aus dem Namen des Rock-’n’-Roll-Musikers Chuck Berry. Eine andere Version, woher der Name kommt, ist, dass die Mitglieder Kajal und Lipgloss benutzten.

## Geschichte

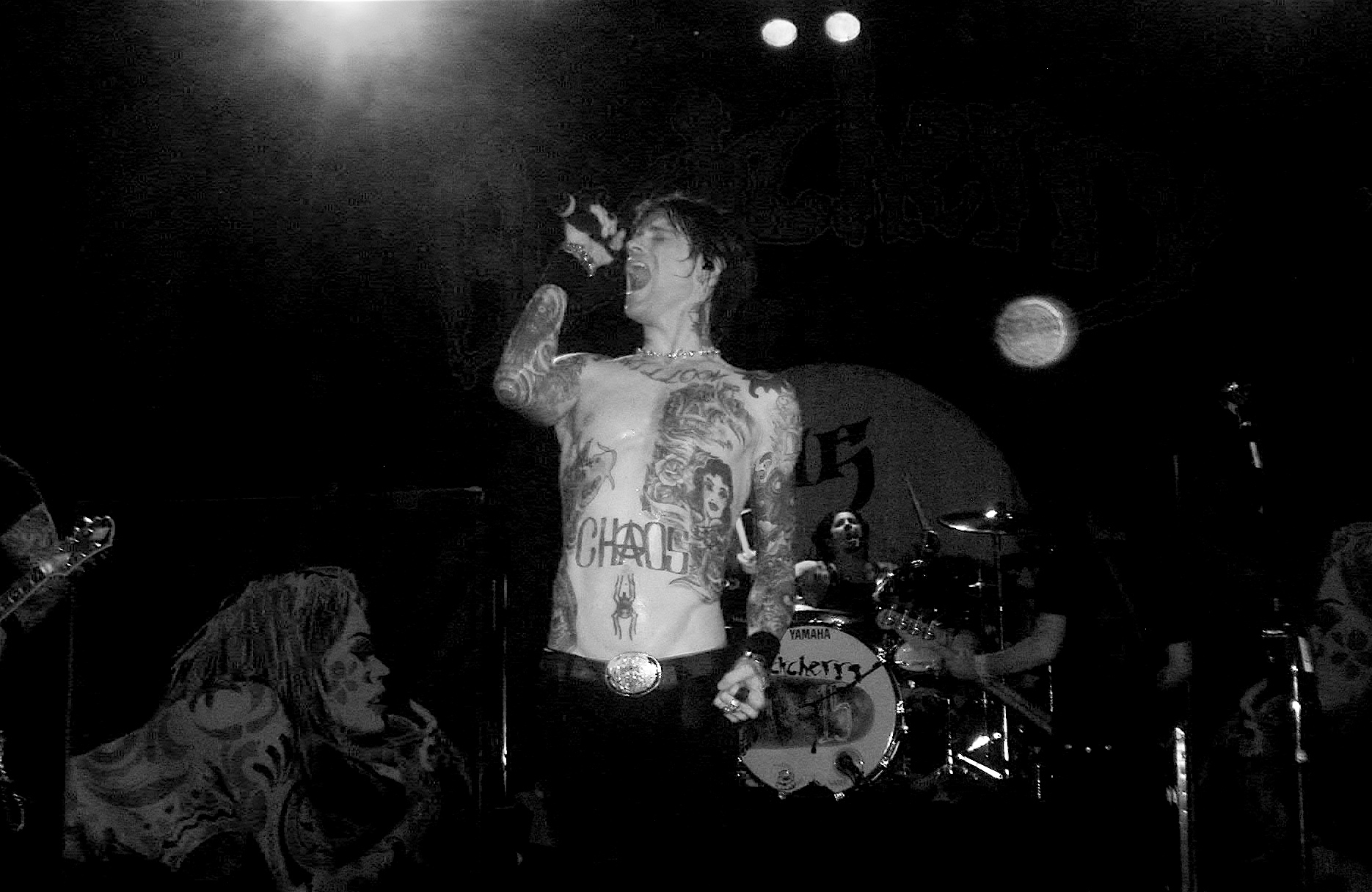
Buckcherry (2007)

Sänger Josh Todd und Leadgitarrist Keith Nelson lernten sich über den gemeinsamen Tätowierer kennen und entdeckten gemeinsame musikalische Vorlieben. Als Duo spielten sie bereits mehrere Demos ein, bis sie gemeinsam mit dem Schlagzeuger Devon Glenn und dem Bassisten Jonathan Brightman die Band Sparrow gründeten. Nach zahlreichen Clubauftritten in Los Angeles wurden sie von DreamWorks Records unter Vertrag genommen und änderten daraufhin ihren Bandnamen in Buckcherry, da dies aus juristischen Gründen nötig war. Obwohl der Name auch einen Spoonerismus von Chuck Berry darstellt, bezog sich die Gruppe damit laut eigenen Angaben auch auf die Bezeichnung einer Drag Queen, die sie kennengelernt hatten.
1999 veröffentlichten Buckcherry ein vielgelobtes Debütalbum, mit dem sie in den USA und in Kanada bereits Goldstatus erreichten. Nach einer ausgiebigen Tour, etwa auch als Vorgruppe für Lenny Kravitz bzw. von Kiss auf deren Europatournee 1999, und auf dem Festival Woodstock III, spielten sie 2000 ihr Nachfolgealbum ein. Dieses wurde dann 2001 unter dem Titel Time Bomb veröffentlicht. Es wurde von Kritikern jedoch als Enttäuschung angesehen und konnte nicht an den Erfolg des Debüts anknüpfen. Während der Arbeiten am dritten Album wurde die Band von mehreren Mitgliederwechseln geplagt und löste sich schließlich 2002 auf.
In den folgenden Jahren waren Josh Todd und Keith Nelson mit anderen Musikern aktiv, etwa den ehemaligen Guns-N’-Roses-Mitgliedern Slash, Duff McKagan und Matt Sorum. Todd wurde als Sänger für eine neue gemeinsame Band in Erwägung gezogen, doch schließlich von Slash abgelehnt. Schließlich gründeten dieser und die beiden anderen ehemaligen Guns-N’-Roses-Mitglieder mit Scott Weiland als Sänger die Gruppe Velvet Revolver. 2003 veröffentlichte Sänger Josh Todd das Soloalbum You Made Me. Die 13 Lieder des Albums entsprachen dem bekannten Buckcherry-Stil, fielen insgesamt aber etwas härter aus.
2005 beschlossen Josh Todd und Keith Nelson zusammen mit neuen Musikern die Neugründung von Buckcherry. 2006 veröffentlichten sie das nach der Auszeit erste Album 15 unter dem Label Eleven Seven Music. Dieses wurde von Kritikern gelobt und war auch kommerziell sehr erfolgreich, was sich in Platin-Auszeichnungen in Kanada und den USA widerspiegelte. Zudem enthielt dieses mit Crazy Bitch den bislang größten Hit der Gruppe. Zu diesem Lied wurden auch zwei Musikvideos produziert, wobei bei einem jedoch, aus Rücksicht auf das Musikfernsehen, die Kraftausdrücke fehlen, während das andere, mit unzensiertem Text, mit nackten Frauen in einem Stripclub gedreht wurde. Die Single Crazy Bitch wurde 2007 zudem in der Kategorie Best Hard Rock Performance für einen Grammy nominiert.

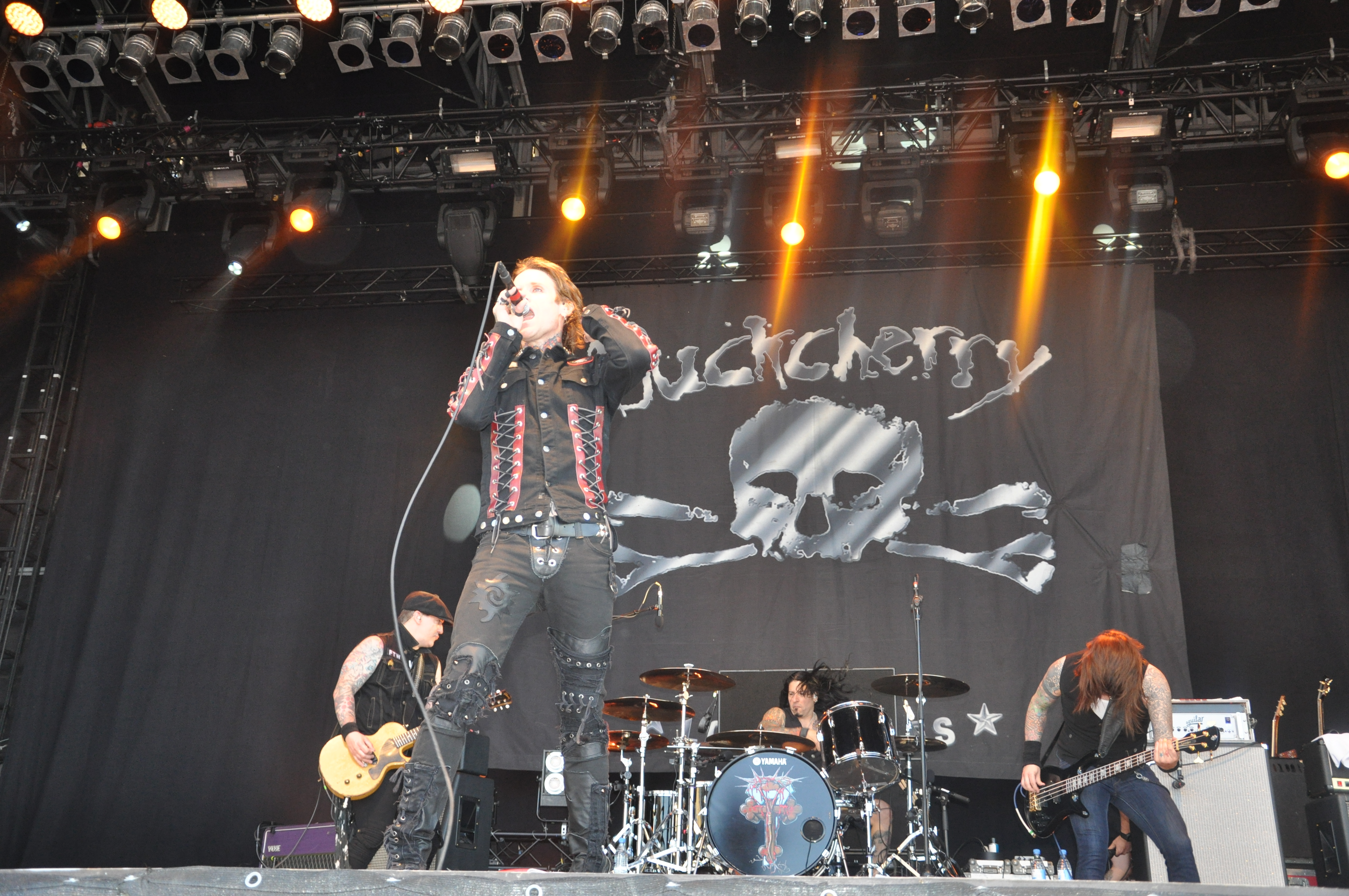
Buckcherry bei Rock am Ring (2014)

2008 nahmen sie an der ausgiebigen Crüe Fest-Tour der Band Mötley Crüe teil und 2009 als Vorband von Kiss auf deren Nordamerika-Tournee. Mit dem Nachfolgealbum Black Butterfly erreichten sie 2008 erneut Goldstatus in Kanada. Die erste Singleauskopplung daraus war Too Drunk (To Fuck).
Auf einer 2009 veröffentlichten Doppel-CD, bestehend aus den Alben 15 und Black Butterfly, wurde Too Drunk (To Fuck) jedoch durch eine Coverversion des Deep-Purple-Klassikers Highway Star ersetzt. Bonus dieses Pakets war eine dritte Scheibe mit zwei Liveaufnahmen, einer Akustikversion sowie zwei Stücken in Demoversion.
Im Sommer 2010 veröffentlichten Buckcherry ihr fünftes Album All Night Long, das erneut eine Mischung aus Hard Rock sowie Halbballaden bot. Im Sommer 2014 erschien die Konzept-EP Fuck, die sechs Songs mit dem Wort Fuck im Titel enthält sowie als Bonustrack das Aerosmith-Cover Mama Kin.

## Diskografie

### Studioalben
| Jahr | Titel Musiklabel                | Höchstplatzierung, Gesamtwochen, AuszeichnungChartplatzierungen (Jahr, Titel, Musiklabel, Platzierungen, Wochen, Auszeichnungen, Anmerkungen) | Höchstplatzierung, Gesamtwochen, AuszeichnungChartplatzierungen (Jahr, Titel, Musiklabel, Platzierungen, Wochen, Auszeichnungen, Anmerkungen) | Höchstplatzierung, Gesamtwochen, AuszeichnungChartplatzierungen (Jahr, Titel, Musiklabel, Platzierungen, Wochen, Auszeichnungen, Anmerkungen) | Höchstplatzierung, Gesamtwochen, AuszeichnungChartplatzierungen (Jahr, Titel, Musiklabel, Platzierungen, Wochen, Auszeichnungen, Anmerkungen) | Anmerkungen                                                |
| Jahr | Titel Musiklabel                | CH | UK | US | CA | Anmerkungen                                                |
| ---- | ------------------------------- | --- | --- | --- | --- | ---------------------------------------------------------- |
| 1999 | Buckcherry DreamWorks Records   | — | — | US74 Gold · (30 Wo.)US | CA— GoldCA | Erstveröffentlichung: 6. April 1999 Verkäufe: + 550.000    |
| 2001 | Time Bomb DreamWorks Records    | — | — | US64 (5 Wo.)US | — | Erstveröffentlichung: 27. März 2001                        |
| 2006 | 15 Eleven Seven                 | — | — | US39 ×2Doppelplatin · (126 Wo.)US | CA— PlatinCA | Erstveröffentlichung: 11. April 2006 Verkäufe: + 2.100.000 |
| 2008 | Black Butterfly Eleven Seven    | — | — | US8 (19 Wo.)US | CA6 Gold · (4 Wo.)CA | Erstveröffentlichung:26. September 2008 Verkäufe: + 40.000 |
| 2010 | All Night Long Eleven Seven     | — | UK57 (1 Wo.)UK | US10 (6 Wo.)US | CA7 (2 Wo.)CA | Erstveröffentlichung: 3. August 2010                       |
| 2013 | Confessions Eleven Seven        | — | — | US20 (3 Wo.)US | — | Erstveröffentlichung: 29. Februar 2013                     |
| 2015 | Rock ’n’ Roll F-Bomb Records    | — | — | US93 (1 Wo.)US | — | Erstveröffentlichung: 21. August 2015                      |
| 2019 | Warpaint Century Media          | CH99 (1 Wo.)CH | — | — | — | Erstveröffentlichung: 8. März 2019                         |
| 2021 | Hellbound Century Media         | CH58 (1 Wo.)CH | UK30 (1 Wo.)UK | — | — | Erstveröffentlichung: 25. Juni 2021                        |
| 2023 | Vol. 10 Century Media           | — | UK63 (1 Wo.)UK | — | — | Erstveröffentlichung: 2. Juni 2023                         |
| 2025 | Roar Like Thunder Century Media | — | — | — | — | Veröffentlichung: 13. Juni 2025                            |

### Livealben
| Jahr | Titel Musiklabel         | Höchstplatzierung, Gesamtwochen, AuszeichnungChartplatzierungen (Jahr, Titel, Musiklabel, Platzierungen, Wochen, Auszeichnungen, Anmerkungen) | Höchstplatzierung, Gesamtwochen, AuszeichnungChartplatzierungen (Jahr, Titel, Musiklabel, Platzierungen, Wochen, Auszeichnungen, Anmerkungen) | Höchstplatzierung, Gesamtwochen, AuszeichnungChartplatzierungen (Jahr, Titel, Musiklabel, Platzierungen, Wochen, Auszeichnungen, Anmerkungen) | Höchstplatzierung, Gesamtwochen, AuszeichnungChartplatzierungen (Jahr, Titel, Musiklabel, Platzierungen, Wochen, Auszeichnungen, Anmerkungen) | Anmerkungen                              |
| Jahr | Titel Musiklabel         | CH | UK | US | CA | Anmerkungen                              |
| ---- | ------------------------ | --- | --- | --- | --- | ---------------------------------------- |
| 2009 | Live & Loud Eleven Seven | — | — | US172 (1 Wo.)US | — | Erstveröffentlichung: 29. September 2009 |

### Kompilationen
- 2013: The Best Of

### EPs
| Jahr | Titel Musiklabel | Höchstplatzierung, Gesamtwochen, AuszeichnungChartplatzierungen (Jahr, Titel, Musiklabel, Platzierungen, Wochen, Auszeichnungen, Anmerkungen) | Höchstplatzierung, Gesamtwochen, AuszeichnungChartplatzierungen (Jahr, Titel, Musiklabel, Platzierungen, Wochen, Auszeichnungen, Anmerkungen) | Höchstplatzierung, Gesamtwochen, AuszeichnungChartplatzierungen (Jahr, Titel, Musiklabel, Platzierungen, Wochen, Auszeichnungen, Anmerkungen) | Höchstplatzierung, Gesamtwochen, AuszeichnungChartplatzierungen (Jahr, Titel, Musiklabel, Platzierungen, Wochen, Auszeichnungen, Anmerkungen) | Anmerkungen                           |
| Jahr | Titel Musiklabel | CH | UK | US | CA | Anmerkungen                           |
| ---- | ---------------- | --- | --- | --- | --- | ------------------------------------- |
| 2014 | Fuck F-Bomb      | — | — | US38 (2 Wo.)US | — | Erstveröffentlichung: 19. August 2014 |

### Singles
| Jahr | Titel Album                | Höchstplatzierung, Gesamtwochen, AuszeichnungChartplatzierungen (Jahr, Titel, Album, Platzierungen, Wochen, Auszeichnungen, Anmerkungen) | Höchstplatzierung, Gesamtwochen, AuszeichnungChartplatzierungen (Jahr, Titel, Album, Platzierungen, Wochen, Auszeichnungen, Anmerkungen) | Höchstplatzierung, Gesamtwochen, AuszeichnungChartplatzierungen (Jahr, Titel, Album, Platzierungen, Wochen, Auszeichnungen, Anmerkungen) | Höchstplatzierung, Gesamtwochen, AuszeichnungChartplatzierungen (Jahr, Titel, Album, Platzierungen, Wochen, Auszeichnungen, Anmerkungen) | Anmerkungen                            |
| Jahr | Titel Album                | CH | UK | US | CA | Anmerkungen                            |
| ---- | -------------------------- | --- | --- | --- | --- | -------------------------------------- |
| 1999 | Lit Up Buckcherry          | — | UK87 (1 Wo.)UK | — | — | Erstveröffentlichung: 27. Februar 1999 |
| 2006 | Crazy Bitch 15             | — | — | US59 ×4×2Vierfachplatin + Doppelplatin (Mastertone) · (20 Wo.)US                                                                         | — | Erstveröffentlichung: 31. Januar 2006  |
| 2007 | Sorry 15                   | — | — | US9 ×2Doppelplatin · (24 Wo.)US | — | Erstveröffentlichung: September 2007   |
| 2008 | Too Drunk… Black Butterfly | — | — | US96 (1 Wo.)US | — | Erstveröffentlichung: Juli 2008        |

Weitere Singles
- 1999: For the Movies
- 1999: Dead Again
- 2000: Check Your Head
- 2001: Ridin’
- 2006: Next 2 You
- 2007: Everything
- 2007: Broken Glass
- 2008: Don’t Go Away
- 2008: Rescue Me
- 2009: Talk to Me
- 2010: All Night Long
- 2010: Dead
- 2011: It’s a Party
- 2012: Gluttony
- 2019: Bent